# Parochthiphila stackelbergi
Parochthiphila stackelbergi är en tvåvingeart som beskrevs av Tanasijtshuk 1968. Parochthiphila stackelbergi ingår i släktet Parochthiphila och familjen markflugor. Inga underarter finns listade i Catalogue of Life.